# Sân bay Mbarara
Sân bay Mbarara (IATA: MBQ, ICAO: HUMA) là một sân bay ở Mbarara, Uganda.